# HTT Pléthore
HTT Pléthore – supersamochód klasy średniej wyprodukowany pod kanadyjską marką HTT w 2011 roku.

## Historia i opis modelu

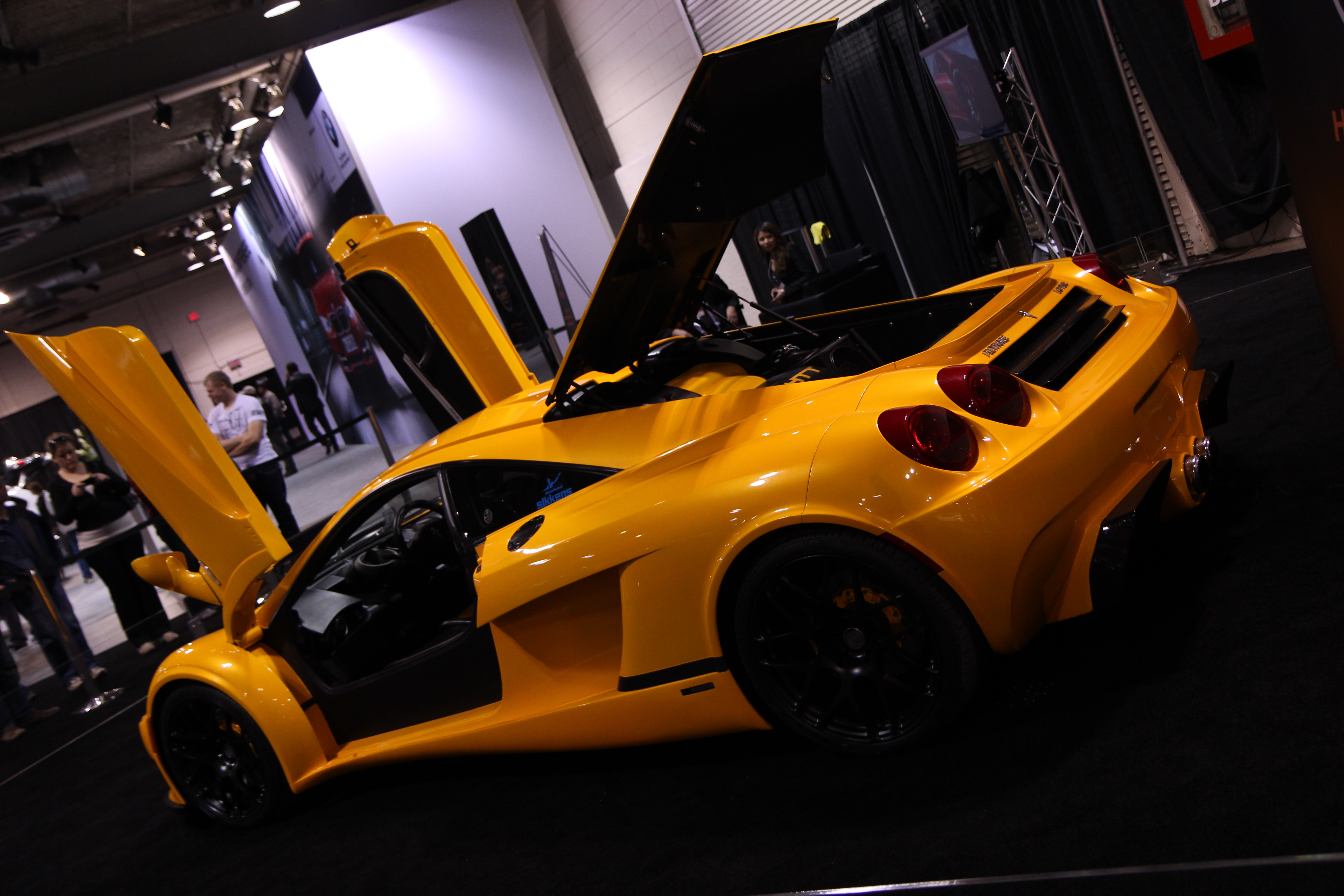
HTT Pléthore - tył

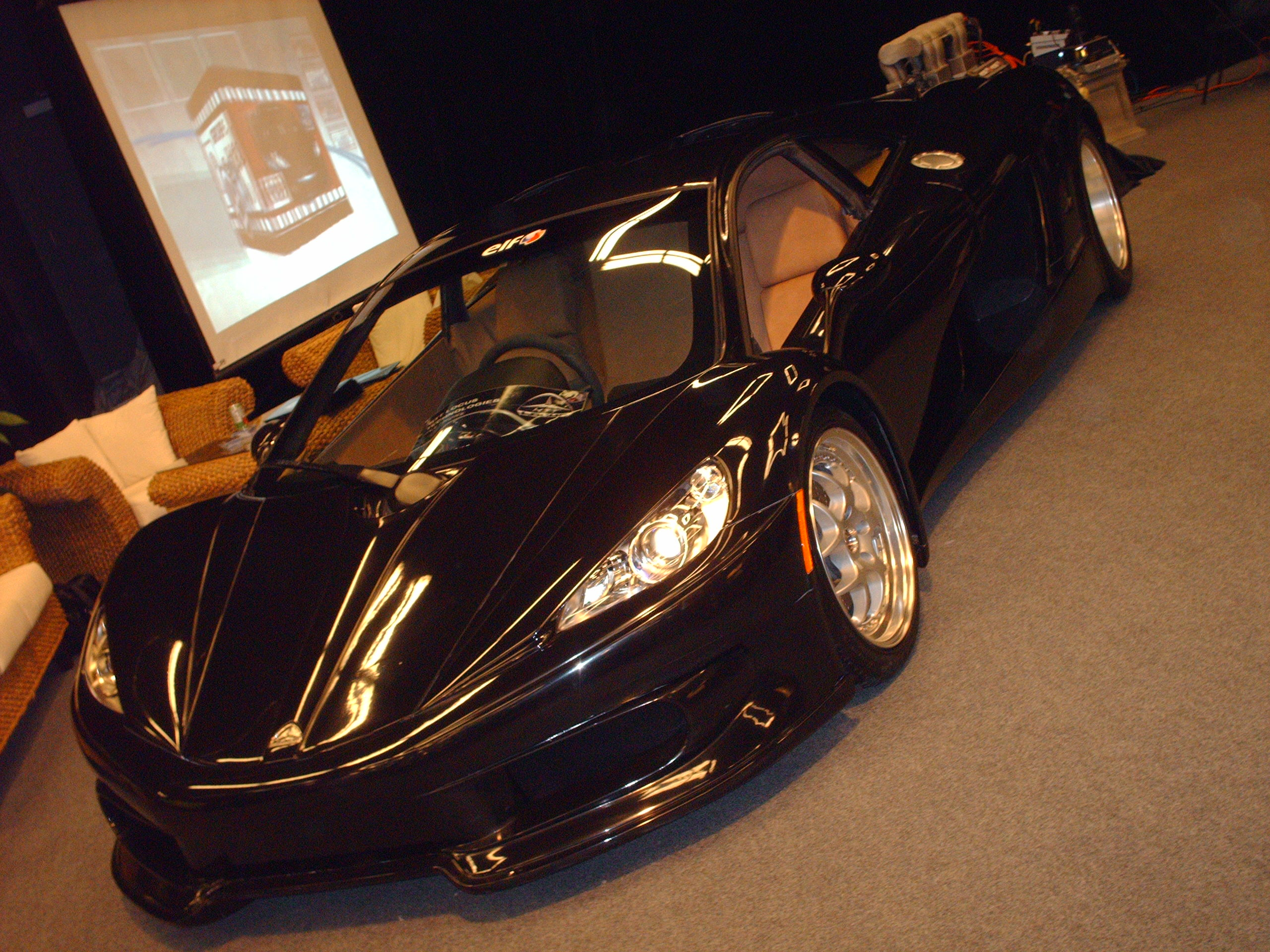
Locus Pléthore Concept

Studyjną zapowiedzią pierwszego supersamochodu w historii kanadyjskiego przemysłu motoryzacyjnego był prototyp Locus Pléthore, który w styczniu podczas lokalnej wystawy motoryzacyjnej przedstawiło nowo powstałe wówczas przedsiębiorstwo HTT Automobile z Montrealu. 4 lata później, seryjny model zadebiutował w lutym 2011 roku podczas Canadian International AutoShow pod nazwą HTT Pléthore.
Samochód utrzymano w typowej dla supersamochodów estetyce, z agresywnymi proprocjami i charakterystycznymi, podwójnymi lampami tylnymi. Nadwozie wykonano z włókna węglowego, które następnie oparto na monokoku. Kabina pasażerska utrzymana została w estetyce nawiązującej do McLarena F1, z trzema fotelami w jednym rzędzie na czele z wysuniętym do przodu, umieszczonym w środku fotelem kierowcy.
Do napędu samochodu wykorzystano przenoszący moc na oś tylną, wzbogacony turbosprężarką 6,2-litrowy benzynowy` silnik V8 o mocy 750 KM konstrukcji Chevroleta. 

### Sprzedaż
Po prezentacji seryjnego modelu na początku 2011 roku, HTT Pléthore miało trafić do małoseryjnej produkcji w ciągu najblizszego roku. Pomóc miało w tym miało pozyskanie inwestorów po występie w programie Dragons’ Den – jak zostać milionerem, i choć ci wycofali się ostatecznie z finansowania i znaleziono inną osobę zapewniającą wsparcie finansowe, to projekt zakończył się niepowodzeniem. Pléthore nie wykroczyło poza fazę eksperymentalną, a sam producent zakończył działalność już rok później, w 2012 roku.

### Silnik
- V8 6.2l 750 KM